# Rosa Nepgen
Rosa Sophia Cornelia Nepgen (Kaapkolonie, Barkly-Oos, 12 december 1909 – Zuid-Afrika, Stellenbosch, 14 februari 2000) was een Zuid-Afrikaans componist. Zij schreef voornamelijk toonzettingen bij poëzie van haar man William Ewart Gladstone Louw en zijn broer Nicolaas Petrus van Wyk Louw.
Ze was dochter van procureur te Bartly-Oos Johann Nepgen en Millicent Grace Schlemmer, getalenteerd zangeres, pianist en violist. Ze kreeg al op jonge leeftijd pianolessen van haar moeder. De familie verhuisde in 1912 naar Pretoria en in 1913 naar Standerton. In die laatste plaats kreeg ze van organist Dirk Meerkotter, maar ondertussen volgde ze ook lessen bij Ellen Norburn aan het Pretoria College of Music. Dit werd aangevuld met zang- en orgellessen bij Stephanie Faure.Nepgen studeerde vanaf 1927 aan de Universiteit van Witwatersrand aan faculteiten Muziek, Engels en Ethiek. In 1931 studeerde ze er als B. Mus. af. Zij werd vervolgens docent aan genoemde universiteit. In 1944 trouwde ze met Louw, naast dichter ook professor Afrikaans en Nederlands aan de Rhodes-universiteit.
Een van de eerste werken die zijn schreef was de muziek bij de opvoeringen van Wolken van Aristophane. Zij werd daarbij ondersteund door haar docent piano Horace Barton. Er volgde een reeks liederen op basis van Engelse teksten, zoals bij het mirakelspel The three Mary’s voor solisten en kamerorkest. Vanaf 1940 richtte ze zich meer op Afrikaanse teksten. Bij het bestuderen van de bloemlezing Uit ons digkunst maakte ze kennis met de gedichten van Louw. Ze verdiende in die tijd ook geld door (assistent-)organist te zijn van Nederduits Gereformeerde kerk in Melville, een voorstadje van Johannesburg. In 1944 ging het echtpaar wonen in Grahamstown. Door haar huwelijk kon ze zich ook verdiepen in Nederlandse gedichten.
In 1957 verhuisde het gezin naar Kaapstad, waar haar man het tijdschrift De Burger naar een hoger plan probeerde te tillen met name op het gebied van de kunsten. Rosa nam de afdeling boeken voor haar rekening. Ze ging zingen in het koor Goeie Hoop, waarbij ze zich kon verdiepen in repertoire van de middeleeuwen tot hedendaagse muziek. In die jaren bezocht ze regelmatig concerten van het Kaaps Symfonie Orkest en maakte ze muziekreizen naar Europa. Daar bij ging ze kortstondig in de leer bij de Vlaming Flor Peeters (1949) en Ernest Willem Mulder en Peter Frankl van het Amsterdams Conservatorium. Ze kreeg langdurige vriendschappen met componist Henk Badings, musicoloog en muziekcriticus Eduard Reeser en zangers Laurens Bogtman en Annie Woud. Ook bezocht ze samen met haar man Italië, leerde er de taal en schreef samen met haar man een Afrikaanse versie van de Messiah van Georg Friedrich Händel, dat werd uitgegeven door Novello. In Italië maakte ze kennis met componist Luigi Dallapiccola en dichter Eugenio Montale, wiens werk ze zou gaan vertalen en voorzien van toonzettingen.
In 1966 werd haar man benoemd tot professor aan de Universiteit van Stellenbosch en het gezin Louw-Nepgen verhuisde daarnaar toe. In datzelfde jaar werd haar Psalter, met hart en mond op basis van Afrikaanse vertalingen van de psalmen van Totius geschreven. Ze bleef op alle vlakken actief en dat leverde haar in 1980 een onderscheiding op van de Suid-Afrikaanse Akademie vir Wetenskap en Kuns.
Het oeuvre van Rosa Nepgen was slachtoffer van haar zelfkritiek. Alhoewel ze circa 300 liederen schreef, bleef ze maar sleutelen waardoor de meeste in manuscriptvorm bleven; slechts enkele haalde de drukpers. Instrumentaal zijn de Fugale fantasie (1937), een sonate (1937) en een enkel orkestwerk: Vroeë aand, eveneens uit 1937. Er werden zeven bundels uitgegeven onder de titel Die liedere van Rosa Nepgen. Ze geldt samen met Priaulx Rainier en Blanche Gerstman als belangrijkste vrouwelijke componisten van Zuid-Afrika van de 20e eeuw.